# Villa Vetsera
Die Villa Vetsera war eine Villa bei Küb nahe Payerbach in Niederösterreich.

## Geschichte
Helene Freifrau von Vetsera, Mutter der 1889 in Schloss Mayerling verstorbenen Mary Vetsera, erwarb das Areal westlich von Schloss Mühlhof im Jahr 1891. Der Kauf wurde aus den 800.000 Gulden Entschädigung des Kaiserhauses für den Verlust ihrer Tochter bestritten und bestand aus weitläufigen Flächen und einem „Villa Cary“ genannten Landhaus samt Stallungen, die ab 1885 Heinrich Lichtenstern (nach anderen Quellen Heinrich Prinz von Lichtenstein) gehörten und davor Karoline von Friedel. Sie ließ das Gebäude in ein stattliches Herrenhaus umgestalten, wofür sie das Architektenduo Bauqué & Pio gewinnen konnte, und von einem Landschaftsgarten umgeben. Mit der Ausführung waren die Wiener Stadtbaumeister Heinrich und Franz Glaser betraut. Mit einer Bibliothek, einem Salon und mit mehreren Wohn- und Gesellschaftsräumen bot die nach englischen Vorbildern gestaltete Landvilla einen idealen Rückzugsraum vor der hohen Wiener Gesellschaft, die Baronin Vetsera nach dem skandalbehafteten Suizid des Kronprinzen Rudolf zu meiden wusste und hier Sommer und Winter verbrachte. 1894 wurde ein Pförtnerhaus im Stil der Bahnwärterhäuser der Semmeringbahn errichtet und die Villa später mittels Zubau nach Osten erweitert. Durch die galoppierende Inflation nach dem Ersten Weltkrieg verlor sie jedoch einen Großteil ihres Vermögens und musste im Jahr 1921 auch die Villa veräußern.
Neue Eigentümerin wurde Rosa Klinger (1858–1929), die in der Villa eine Fremdenpension einrichtete. 1935 erwarb die Israelitische Kultusgemeinde Wien die zum Erholungsheim umfunktionierte Villa. Unter dem Titel Jüdische Kinder aufs Land versorgte die jüdische Glaubensgemeinschaft in den Jahren vor dem Beginn der NS-Herrschaft jährlich bis zu 4000 Kinder, die in der von Wiesen und Wäldern umgebenen Anlage ein Sommermonat verbringen konnten. 1939 wurde das Anwesen enteignet und von der Nationalsozialistische Volkswohlfahrt Berlin genutzt, gelangte 1945 an die Republik Österreich und wurde 1952 an die Israelitische Kultusgemeinde Wien rücküberstellt. Die Villa ist heute weitgehend verfallen.
Im Park wurden 1979 mehrere Baumgruppen unter Naturschutz (Listeneintrag) gestellt. Der ursprüngliche Schutzbescheid umfasste einen Mammutbaum (Sequoia gigantea), eine Winterlinde (Tilia cordata), eine Douglastanne (Pseudotsuga menziesii), Thujenzwillinge (Thuja occidentalis), sechs Birken (Betula) und vier Lärchen (Larix decidua). Die Birken- und Lärchengruppe wurde im Februar 1990 als „nicht mehr vorhanden“ gelöscht und die Winterlinde fiel 1994 einem Sturm zum Opfer.